# 凌力
凌力（1942年2月13日—2018年7月18日），女，本名曾黎力，曾用筆名曾莉莉，生於陕西延安，祖籍江西于都，中國作家、歷史學家。毕业于西安军事电信工程学院（今西安电子科技大学）。從事導彈工程技術工作十二年後，於1978年轉至中国人民大学清史研究所任职。生前担任北京作家協會副主席，中國作家協會第6屆全委。

## 得獎記錄
- 1987年：长篇小说《少年天子》获第三届茅盾文学奖。
- 1995年：长篇小说《暮鼓晨鐘—少年康熙》提名國家圖書獎提、獲北京市慶祝國慶45周年徵文佳作獎。
- 1999年：长篇小说《梦断关河》获第一届老舍文学奖、第二届北京市文学艺术奖、姚雪垠長篇歷史小說獎。

## 作品列表

### 小說
- 《幼年》（中篇小說。1978年，中國少年兒童出版社）
- 《星星草》（長篇小說。上卷：1980年、下卷：1981年，北京出版社）以捻亂為背景的歷史小說。
- 《火炬在燃燒》（中篇小說。1984年，中國少年兒童出版社）
- 《少年天子》（長篇小說。1987年，北京出版社）以順治皇帝為主角的歷史小說。
- 《失落在龜茲古道的愛》（中篇小說。1989年，中國青年出版社《小說》雙月刊刊出）
- 《傾城傾國》（長篇小說。1991年，江蘇文藝出版社）以明末重臣孫元化為主角的歷史小說，可說是《少年天子》的前傳。1996年修改後，由北京出版社重新出版。
- 《暮鼓晨鐘—少年康熙》（長篇小說。1991年，北京出版社）以康熙皇帝為主角的歷史小說，是《傾城傾國》、《少年天子》的續篇。
- 《夢斷關河》（長篇小說。1999年，北京出版社）以鴉片戰爭為背景的歷史小說。臺灣商務印書館出正體中文版時更名為《柳搖金》）。
- 《北方佳人》（長篇小說。2008年，北京出版社）以北元為背景的歷史小說。[2]

### 清史
- 《生死飲食男女—清代民俗趣談》（1990年，中國人民大學出版社）
- 《清宮之謎—滄海珠》（1994年，中國人民大學出版社）
- 《清宮之謎—多情誤》（1994年，中國人民大學出版社）

### 文集
- 《淩力文集》12卷（小说9卷，散文3卷），1998年，經濟日報出版社和陝西旅遊出版
- 《淩力文集》10卷（小说8卷，散文2卷），2015年，北京出版社

## 外部連結
- 新浪讀書名人堂：凌力（页面存档备份，存于）